# جلكى نهرية أمريكية
جلكى نهرية أمريكية (الاسم العلمي: Lethenteron appendix) هي نوع من الحيوانات المائية يتبع جنس جلكى هاملة الأمعاء من فصيلة الجلكية.